# Pectinini
Pectinini es una tribu de moluscos bivalvos marinos del orden Ostreoida, suborden Pectinina, superfamilia Pectinoidea, familia Pectinidae y subfamilia Pectininae.

## Taxonomía
La tribu fue descrita en 1815 por el naturalista estadounidense de origen franco-germana-italiana Constantine Samuel Rafinesque-Schmaltz, en su obra, editada en Palermo, Analyse de la Nature ou Tableau de l'univers et des corps organisés.

### Géneros
La tribu comprende cuatro géneros:
- Annachlamys Iredale, 1939
- Minnivola Iredale, 1939
- Pecten O. F. Müller, 1776
- Serratovola Habe, 1951